# Otto Baecker
Otto Rudolf Paul Baecker (* 7. Januar 1898 in Berlin; † 22. Mai 1970 ebenda) war ein deutscher Kameramann.

## Leben
Er ließ sich 1912 bis 1914 bei der Continental Kunstfilm zum Kameramann ausbilden und arbeitete anschließend als Kameraoperateur und Kameraassistent bei der Produktionsfirma Decla. Seine ersten Filme als Chefkameramann drehte er 1923. Im selben Jahr beteiligte er sich an einer Expedition nach Südafrika und Brasilien, mit der er erst 1928 nach Deutschland zurückkehrte.
Seit 1929 stand Baecker erneut bei der Inszenierung von Spielfilmen hinter der Kamera, anfangs wiederholt als 2. Kameramann neben Günther Rittau. Ab 1936 war er alleiniger Kameramann bei relativ wenig bekannten Produktionen. Nach Kriegsende konnte er seine Tätigkeit beim bundesdeutschen Film fortsetzen.

## Filmografie
| - 1923: Die Prinzessin Suwarin - 1923: Der verlorene Schuh - 1929: Großstadtschmetterling - 1930: Hai-Tang. Der Weg zur Schande (The Flame of Love) - 1931: Der Mann, der seinen Mörder sucht - 1931: Voruntersuchung - 1931: Stürme der Leidenschaft - 1932: Quick - 1932: Der Sieger - 1932: Ein blonder Traum - 1932: F.P.1 antwortet nicht - 1933: Die verlorene Melodie - 1933: Wie werde ich energisch? - 1933: Liebe muß verstanden sein - 1933: Kind, ich freu’ mich auf Dein Kommen - 1933: Abel mit der Mundharmonika - 1934: Fürst Woronzeff - 1934: Gold - 1935: Liebeslied - 1935: Der grüne Domino - 1935: Der Zigeunerbaron - 1936: Mädchenjahre einer Königin - 1936: Waldwinter - 1936: Die Heimat im Lied - 1937: Wie der Hase läuft - 1937: Kreutzersonate - 1937: Ritt in die Freiheit - 1937: Wenn Frauen schweigen - 1937: Das Geheimnis um Betty Bonn - 1938: Zwischen den Eltern | - 1938: Der Spieler - 1938: Der Edelweißkönig - 1939: Gold in New Frisco - 1939: Das Recht auf Liebe - 1940: Herz geht vor Anker - 1940: Ihr Privatsekretär - 1941: Sechs Tage Heimaturlaub - 1941: Am Abend auf der Heide - 1941/49: Alles aus Liebe - 1943: ...und die Musik spielt dazu - 1944: Die heimlichen Bräute - 1945: Rätsel der Nacht - 1946: Freies Land - 1946: Berlin im Aufbau - 1949: Anonyme Briefe - 1950: Es begann um Mitternacht - 1952: Drei Tage Angst - 1952: Man lebt nur einmal - 1952: Ich hab’ mein Herz in Heidelberg verloren - 1953: So ein Affentheater - 1953: Hab’ Sonne im Herzen - 1953: Christina - 1954: Maxie - 1955: Heldentum nach Ladenschluß - 1955: Suchkind 312 - 1955: Ciske – ein Kind braucht Liebe - 1956: Der Mustergatte - 1956: Beichtgeheimnis - 1957: Acht Mädels im Boot - 1958: Piefke, der Schrecken der Kompanie |